# 宇野弥生
宇野 弥生（うの やよい、1986年3月7日 - ）は、千葉県出身埼玉県育ちで愛知県在住のボートレーサー。登録第4183号。身長158cm。血液型B型。90期。愛知支部所属。

## 来歴
- 千葉で生まれ、幼稚園から中学時代までを埼玉県草加市の地で過ごす。
- 草加市立両新田中学校卒業[1]。中学時代、ソフトボール部のピッチャーかつ4番バッターで身体能力が抜群であった宇野は、体育の教師にプロのスポーツ選手になることを勧められ、（他の選手とスタートラインが同じである）競艇の道を選ぶ。
- 中学を卒業後、高校に進学せずにやまと競艇学校に入学し翌年卒業[注 1]。リーグ戦勝率3.00。16歳で競艇選手となった宇野は親の転勤もあり、所属地を愛知に選ぶ。
- 2002年5月28日から地元常滑競艇場で開催された 一般戦「第7回 常滑市長杯争奪戦」初日第1Rレースでデビュー[2]。（6着）
- 2003年4月12日から桐生競艇場で開催された 一般戦「第30回上毛新聞社杯白瀧姫賞 G3女子リーグ第3戦」初日第2R6号艇6コースからまくり差しを決めて勝利[3]し、デビュー初勝利を飾る。
- 2005年6月9日から戸田競艇場で開催された G3「女子リーグ第4戦 サッポロビールカップ」6日目（最終日）第12Rに出走[4]し、デビュー初優出。（5着）
- 2007年2月27日から徳山競艇場で開催された G1「第20回女子王座決定戦」に初出場し、3日目第1Rで3号艇3コースからまくりを決めて勝利[5]し。G1初勝利。
- 2011年2月10日から、少女時代を過ごした埼玉県の戸田競艇場で開催された 一般戦「第6回JNC埼玉杯オール女子戦」6日目（最終日）第12Rで2号艇2コースから恵まれ[注 2]により勝利[6]し、初優勝。優出通算14度目での優勝であった。
- 2012年7月15日、大村競艇場にて開催されたGIIモーターボート大賞第12レース優勝戦にてスタート展示で6コースに押し出されたが、本番はスローの4コースを取り、トップスタート（コンマ10）でまくり切って優勝。「ほんとにまさかです。自分が1番驚いてるんですから。夢みたいです」「展示は周りに乗り遅れたけど、本番は気合を入れていった。スタートして少しでも出ていたらまくるつもりだった」「今節は少しでも勉強できればと思っていたけど、先輩たちの勢いとか感じるものはあった。これからも私らしく走っていきたい」とコメントした。GII以上の男女混合戦で女子選手が優勝するのは、1999年山川美由紀（GI四国地区選）以来13年ぶりの快挙となった[7][8]。
- 2013年総理大臣杯でGII優勝者としてSG初出場を果たした（B1級での出場のためグランドチャンピオン決定戦競走は不可）。
- 2014年ボートレースオールスター初出場。

## 戦績
- 出走回数：5003回
- 1着回数：1242回
- 優出回数：107回
- 優勝回数：19回
- SG優勝回数：0回
- SG優出回数：0回
- SG出走回数：16回
- G1優勝回数：0回
- G1優出回数：1回
- G1出走回数：194回
- フライング(F)回数：32回
- 出遅れ(L)回数：1回
- 通算勝率：5.60
- 2連対率：39.40
- 3連対率：53.16
- 生涯獲得賞金：418,991,612円

## 獲得タイトル
- GII 男女ガチンコモーターボート大賞（2012年）

## 人物・エピソード
- スタート力は女子選手トップクラスであり、最近は、そのスタート力を生かして成績も上昇してきている。
- 赤岩善生に弟子入りし、赤岩がレースに出ていない日に赤岩の家に行ってはプロペラや技術的な面で指導を受けていたが、今は一人でプロペラ作りに励んでいる。
- 趣味はドライブ。同県の先輩である永井聖美とは遠くにまで出かける仲。また、ニコちゃんマークが好きで、ヘルメットにも描かれている。